# Стефано Такконі
Стефано Такконі (італ. Stefano Tacconi, нар. 13 травня 1957, Перуджа) — колишній італійський футболіст, воротар. Виступав за національну збірну Італії.
Дворазовий чемпіон Італії. Володар Кубка Італії. Володар Кубка Кубків УЄФА. Володар Суперкубка УЄФА. Переможець Ліги чемпіонів УЄФА. Володар Міжконтинентального кубка. Володар Кубка УЄФА. 

## Клубна кар'єра
Вихованець юнацьких команд футбольних клубів «Сполето» та «Інтернаціонале».
У дорослому футболі дебютував 1976 року виступами на умовах оренди з «Інтера» за команду клубу «Сполето», в якій провів один сезон, взявши участь у 30 матчах чемпіонату. 
Згодом з 1977 по 1983 рік грав у складі команд клубів «Про Патрія», «Ліворно», «Самбенедеттезе» та «Авелліно».
Своєю грою за останню команду привернув увагу представників тренерського штабу клубу «Ювентус», до складу якого приєднався 1983 року. Відіграв за «стару синьйору» наступні дев'ять сезонів своєї ігрової кар'єри. Більшість часу, проведеного у складі «Ювентуса», був основним голкіпером команди. Відзначався високою надійністю, пропускаючи в іграх чемпіонату в середньому менше одного голу за матч. За цей час двічі виборював титул чемпіона Італії, ставав володарем Кубка Італії, володарем Кубка Кубків УЄФА, володарем Суперкубка УЄФА, переможцем Ліги чемпіонів УЄФА, володарем Міжконтинентального кубка, володарем Кубка УЄФА.
Протягом 1992—1994 років захищав кольори команди клубу «Дженоа», який став останнім у його професійній кар'єрі гравця.
2008 року 51-річний воротар відіграв одну гру у складі аматорської команди «Аркуата».

## Виступи за збірну
1987 року дебютував в офіційних матчах у складі національної збірної Італії. Протягом кар'єри у національній команді, яка тривала 5 років, провів у формі головної команди країни лише 7 матчів, пропустивши 2 голи. У складі збірної був учасником чемпіонату Європи 1988 року у ФРН, на якому команда здобула бронзові нагороди, домашнього чемпіонату світу 1990 року, на якому італійці також фінішували третіми.
| Дата       | Місто   | Господарі | Результат | Гості      | Турнір           | Голи | Примітки      |
| ---------- | ------- | --------- | --------- | ---------- | ---------------- | ---- | ------------- |
| 10/06/1987 | Цюрих   | Італія    | 3 – 1     | Аргентина  | товариський матч | -1   | вийшов на 46' |
| 16/11/1988 | Рим     | Італія    | 1 – 0     | Нідерланди | товариський матч | -    |               |
| 22/12/1988 | Перуджа | Італія    | 2 – 0     | Шотландія  | товариський матч | -    | вийшов на 50' |
| 22/04/1989 | Верона  | Італія    | 1 – 1     | Уругвай    | товариський матч | -1   | вийшов на 46' |
| 21/12/1989 | Кальярі | Італія    | 0 – 0     | Аргентина  | товариський матч | -    | вийшов на 46' |
| 26/09/1990 | Палермо | Італія    | 1 – 0     | Нідерланди | товариський матч | -    | вийшов на 46' |
| 13/02/1991 | Терні   | Італія    | 0 – 0     | Бельгія    | товариський матч | -    | вийшов на 46' |
| Усього     |         | Матчів    | 7         |            | Голів            | -2   |               |

## Титули і досягнення
- Чемпіон Італії (2):

«Ювентус»:  1983–84, 1985–86
- Володар Кубка Італії (1):

«Ювентус»:  1989–90
- Володар Кубка Кубків УЄФА (1):

«Ювентус»:  1983–84
- Володар Суперкубка УЄФА (1):

«Ювентус»:  1984
- Володар Кубка чемпіонів УЄФА (1):

«Ювентус»:  1984–85
- Володар Міжконтинентального кубка (1):

«Ювентус»:  1985
- Володар Кубка УЄФА (1):

«Ювентус»:  1989–90
- Бронзовий призер чемпіонату світу: 1990